# Dorfkirche Gutengermendorf

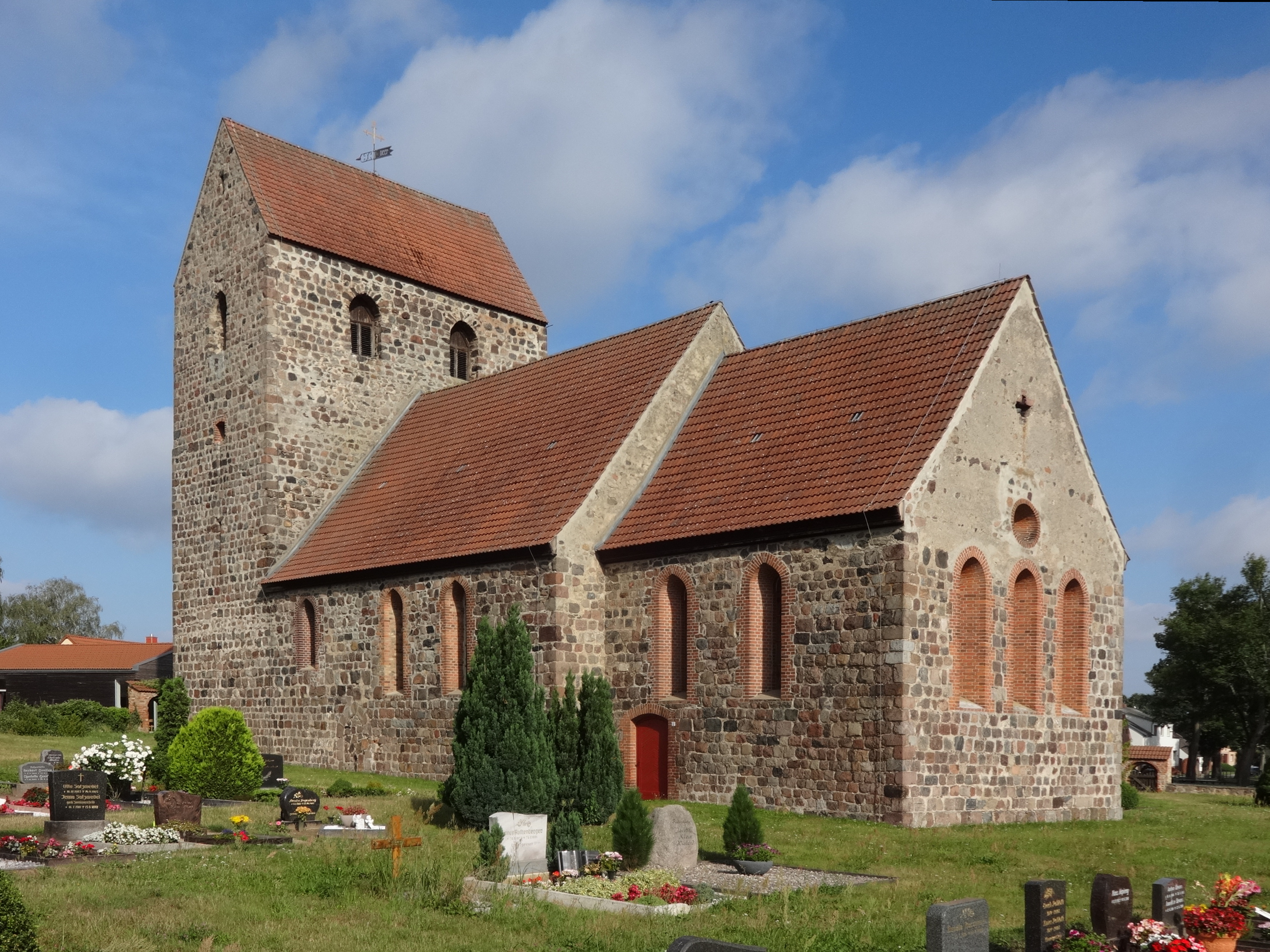
Dorfkirche Gutengermendorf

Die evangelische Dorfkirche Gutengermendorf ist eine Saalkirche in Gutengermendorf, einem Ortsteil der Gemeinde Löwenberger Land im Landkreis Oberhavel in Brandenburg.

## Geschichte
Der Sakralbau wurde in der Mitte des 13. Jahrhunderts aus Feldsteinen errichtet. Im Dreißigjährigen Krieg zerstört, stellte die Kirchengemeinde das Bauwerk in den Jahren 1693 bis 1697 wieder her. 1899 veränderten sie einen Großteil der Öffnungen durch eine barocke Überformung. Der Triumphbogen wurde erneuert, ebenso das hölzerne Tonnengewölbe im Chor.

## Architektur

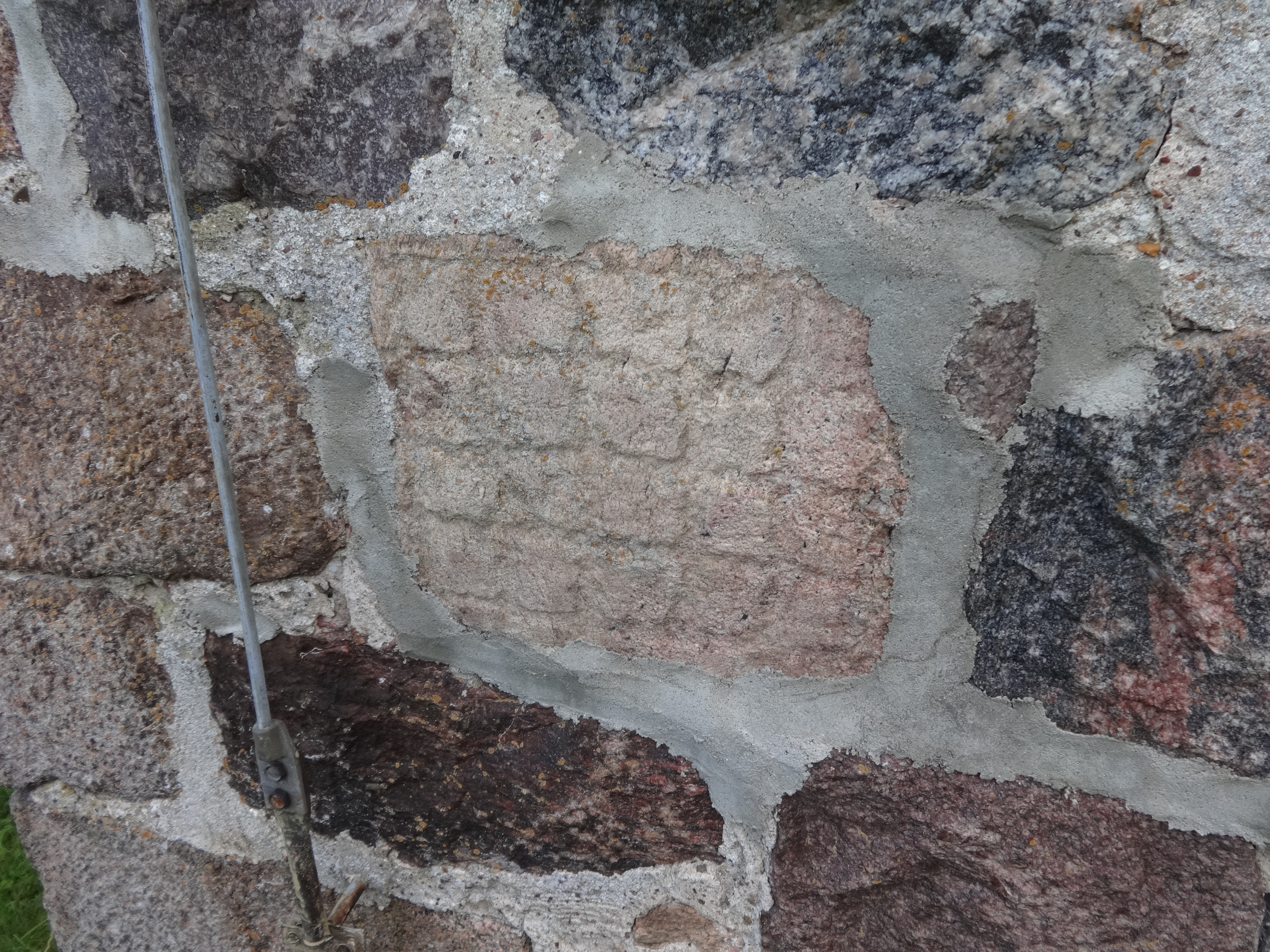
Einer von zwei Schachbrettsteinen

Das Kirchenschiff entstand aus behauenen Feldsteinen, die in der unteren Hälfte sorgfältig geschichtet wurden. Im oberen Bereich verlaufen die Linien, was auf die Umbauarbeiten Ende des 19. Jahrhunderts zurückzuführen ist. An der südlichen Kirchenwand sind im mittleren und östlichen Bereich zwei spitzbogenförmige Fenster, deren Gewände mit rotem Mauerstein eingefasst sind. In Richtung Westturm ist ein kleineres, höher gesetztes Fenster im gleichen Stil vorhanden. Dazwischen ist eine Priesterpforte zu erkennen, die mit Feldsteinen zugesetzt ist. Die nördliche Wand des Kirchenschiffs ist identisch strukturiert.
Die Kirche hat einen eingezogenen Rechteckchor. An der Nord- und Südwand befinden sich ebenfalls zwei spitzbogenförmige Fenster; an der Südseite zusätzlich eine weitere, bienenkorbförmige Pforte. Die östliche Chorwand wurde ebenfalls aus Feldsteinen errichtet. Nach dem Umbau sind dort drei spitzbogenförmige, schlanke Fenster mit Gewänden aus rotem Mauerstein eingearbeitet. Der Giebel ist teilweise verputzt; mittig ist ein kreisförmiges Fenster mit einem darüber eingearbeiteten Kreuz.
Der Querturm im Westen nimmt die Breite des Kirchenschiffs auf und ist vollständig aus Feldsteinen errichtet, die bis in den oberen Bereich weitgehend gleichmäßig geschichtet und behauen wurden. Das Westportal ist zweifach gestuft und spitzbogenförmig. Im ersten Turmgeschoss ist an der Nord- und Südseite eine schlitzförmige Öffnung. An der Westseite befindet sich an dieser Stelle eine Blende mit der Inschrift Gott ist Liebe. Im darüber liegenden Geschoss ist eine weitere, schmale Öffnung zu erkennen, die in der oberen Hälfte quadratisch vergrößert und mit rotem Mauerstein eingefasst wurde. Die Westseite ist mit drei bienenkorbförmigen Öffnungen versehen, von denen die beiden äußeren zugesetzt und verputzt sind. Die mittlere Öffnung war vermutlich zu einer früheren Zeit gekuppelt und zeigt eine schlitzförmige Öffnung. Im obersten Geschoss sind an der West- und Ostseite zwei, an der Nord- und Südseite je eine flach-spitzbogenförmige Klangarkade zu sehen. Daran schließt sich ein quer gesetztes Satteldach mit Wetterfahne und Kreuz an. An der Nordwest- und Südostecke des Turms befindet sich in etwa einem Meter Höhe je ein Schachbrettstein.
Der umgebende Friedhof ist mit einer Mauer aus Feldsteinen eingefriedet. Der Zugang erfolgt über ein barockes Portal aus dem 16. Jahrhundert, das aus Mauersteinen errichtet wurde. Es ist mit weißen Blenden und der Inschrift Friede sei mit euch verziert.

## Ausstattung
Die hölzerne Kanzel stammt laut einer Aufschrift auf der Treppentür aus dem Jahr 1697 und steht auf einem gedrehten Fuß. Der Schalldeckel ist ebenfalls aus Holz und hat die Form einer Krone. Der Altar ist vergleichsweise schlicht und ebenfalls aus Holz hergestellt. Das zentrale Element ist ein Kruzifix. Das Patronatsgestühl an der Chornordwand ist mit Pilastern verziert und wurde Anfang des 17. Jahrhunderts angefertigt. An der südlichen Chorwand sind nur noch wenige Reste dieser Einrichtung vorhanden. Sie wurden durch ein barockes Säulchen aus dem Jahr 1693 ergänzt. An der Ostwand steht ein gotisches Sakramentshäuschen mit einer vergitterten Tür.  Die Fünte entstand im 17. Jahrhundert aus Messing und ist mit sternförmigen Ornamenten verziert. Ein Reliefgrabstein mit zwei Putten an der Kanzeltreppe erinnert an den 1691 verstorbenen Prediger Christian Schramm. Auf der schlichten Westempore mit farbig abgesetzten Kassetten steht eine Orgel von Carl Buchholz.